# Vengadores ¡reuníos!
Vengadores ¡reuníos! (Avengers Assemble) es un comic book estadounidense publicado por la editorial Marvel Comics, un derivado o spin-off de la serie principal Los Vengadores. Escrita por los historietistas Brian Michael Bendis y Kelly Sue DeConnick y dibujada por Mark Bagley, Stefano Caselli y Pete Woods. Su lanzamiento coincidió con el estreno de la película de 2012 Los Vengadores.
La serie contó con los miembros de los Vengadores que aparecieron en la película. Estaba diseñado para atraer a los fanes del  Universo cinematográfico de Marvel a los cómics. Después del número 8, cambió y mostró a otro miembros  entre las misiones.  
La serie terminó en marzo de 2014.

## Miembros
| Números                  | Équipo |
| ------------------------ | --- |
| #1-8 (2012)              | Capitán América, Hulk, Iron Man, Thor, Viuda Negra, Ojo de halcón |
| #9-11 (2012-2013)        | Capitán América, Hulk, Iron Man, Thor, Capitana Marvel, Spider Woman |
| Annual #1 (2013)         | Vision, Captain Marvel, Iron Man |
| #12-13 (2013)            | Viuda negra, Ojo de halcón, Spider Woman |
| #14 A.U.-#15 A.U. (2013) | Age of Ultron |
| #16 (2013)               | Capitana Marvel, Spider-Woman, Viuda negra, Capitán América, Falcon, Hulk, Ojo de halcón |
| #17 (2013)               | Capitana Marvel, Spider-Woman, Hulk,Viuda negra, Falcon, Cannonball |
| #18 (2013)               | Spider-Woman, Capitán América, Thor, Hulk, Ojo de halcón, Capitana Marvel, Viuda negra, Hyperion, Shang-Chi, Manifold, Sunspot, Cannonball, Star Brand, Ex Nihilo, Abyss                                   |
| #19 (2013)               | Spider-Woman, Viuda negra, Manifold, Shang-Chi, Capitán América, Bruce Banner, Falcon, Hyperion, Thor, Capitana Marvel, Ojo de halcón, Sunspot, Cannonball, Star Brand, Abyss, Nightmask, Captain Universe |
| #20 (2013)               | Uncanny Avengers: Bruja Escarlata, Hombre Maravilla, Avispa |
| #21-22.INH (2013)        | Inhumanity : Spider-Girl, Spider-Woman, Viuda negra |
| #23                      | Inhumanity : Spider-Girl (Anya Corazón), Lobezno |
| #24                      | Inhumanity : Spider-Girl (Anya Corazón), Iron Man |